# Dimelia cubital

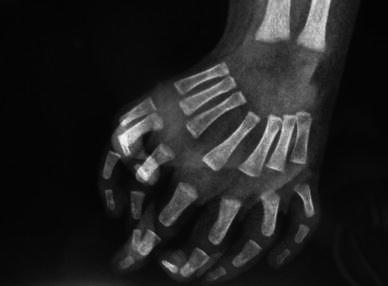
Radiografía de una niña de 2 meses con dimelia cubital

Dimelia cubital, también conocida simplemente como mano espejo, es un desorden congénito muy raro que se caracteriza por la ausencia de rayos radiales, la duplicación del cúbito, la duplicación de carpas, metacarpianos, falanges y polidactilia simétrica. En algunos casos se realiza una amputación quirúrgica para extirpar los carpos, metacarpianos y falanges duplicados. Aproximadamente 70 casos a partir de 2015 se han registrado en la literatura médica.
La deformidad ósea también puede acompañar anomalías nerviosas y arteriales en algunos casos debido a la duplicación del nervio cubital, la presencia de arcos arteriales anormales, la arteria cubital duplicada, el acortamiento del nervio radial y la ausencia de arteria radial. El diagnóstico de dimelia cubital se basa en pruebas de laboratorio de planos frontales y sagitales en individuos sospechosos de la afección. Existen dos tipos de dimelia cubital:
Tipo 1: implica un hueso lunado y un trapezoidal, así como un dedo índice 
Tipo 2: tiene dos huesos lunados y dos trapezoidales, así como dos dedos índice.
La Sociedad Americana de Cirugía de la Mano y la Federación Internacional de Sociedades de Cirugía de la Mano clasificaron la dimelia cubital al 3er grupo de deformidades congénitas de la mano de acuerdo con las características propuestas en la clasificación de Swanson (1976).